# Canó metralladora Breda de 37/54
El Canó-Metralladora da 37/54 (Breda) (italià: Cannone-Mitragliera da 37/54 (Breda)) va ser un canó antiaeri automàtic de 37 mm (1,5 polzades) produït per l'empresa Breda a Itàlia.
Va ser utilitzat tant per la Regia Marina com pel Regio Esercito durant la Segona Guerra Mundial, i la primera el va utilitzar com a arma antiaèria lleugera estàndard als seus cuirassats i creuers. L'Alemanya nazi va utilitzar les armes capturades després de la rendició d'Itàlia el 1943 com el Breda (i) de 3,7 cm.

## Disseny
El Model 1932 es refrigerava per aigua, mentre que els Models 1938 i 1939 es refrigeraven per aire. El canó s'alimentava mitjançant un carregador pla que contenia sis bales que es podien carregar una rere l'altra per mantenir una alta cadència de foc. Era possible seleccionar cadències de foc alternatives, ja fossin 60, 90 o 120 rpm. Els suports dobles per als Models 1932 i 1938 eren molt pesats i requerien una estructura de suport resistent. El Model 1939 únic (instal·lat als cuirassats de classe Andrea Doria i classe Littorio ) era, en canvi, un únic suport plegable, que també tenia moltes menys vibracions que els seus predecessors gràcies a l'addició d'un equilibrador. Això significava que també es podia instal·lar en vaixells de guerra més petits.
Les classes de vaixells que transportaven el Breda 37/54 inclouenles :
- Cuirassats classe Conte di Cavour
- Creuers classe Capitani Romani
- Creuers classe Trento
- Creuers classe Zara
- Creuers classe San Giorgio
- Creuers classe Giussano
- Destructors classe Navigatori
- Destructors classe Oriani
- Destructors classe Soldati

El Breda 37/54 també va ser instal·lat al prototip d'avió d'atac terrestre CANSA FC.20bis en la seva variant Model 39 37/45.

## Rendiment
Tot i que era apreciat a la Regia Marina, en general aquest canó tenia una eficàcia limitada a causa de la seva acció accionada per gas (que reduïa la seva cadència de foc) i les seves importants vibracions (a causa del seu muntatge sense retrocés) que afectaven la precisió. En canvi, el model plegable únic, que eliminava en gran manera aquest últim problema, es va veure com una millora definitiva, tot i ser força pesat i amb una producció insuficient per satisfer les necessitats.

## Comparació de canons antiaeris
| País           | Model                                        | RPM    | Pes del projectil |
| -------------- | -------------------------------------------- | ------ | ----------------- |
| Itàlia         | Cannone-Mitragliera da 37/54 (Breda)         | 60-120 | 0.82 kg (1.8 lb)  |
| Alemanya Nazi  | Canó SK C/30 de 3,7 cm                       | 30     | 0.74 kg (1.6 lb)  |
| França         | Canon de 37 mm Modèle 1925                   | 15-21  | 0.72 kg (1.6 lb)  |
| Estats Units   | 37 mm Gun M1                                 | 120    | 0.87 kg (1.9 lb)  |
| Alemanya Nazi  | 3,7 cm Flak 18/36/37                         | 150    | 0.64 kg (1.4 lb)  |
| Unió Soviètica | 37 mm automatic air defense gun M1939 (61-K) | 80     | 0.73 kg (1.6 lb)  |
| Regne Unit     | Canó naval QF de 2 lliures                   | 115    | 0.91 kg (2.0 lb)  |
| Suècia         | Bofors 40 mm gun                             | 120    | 0.9 kg (2.0 lb)   |